# Grolsch
Grolsch Brewery (Koninklijke Grolsch N.V. - „Royal Grolsch”), cunoscută pur și simplu sub numele de Grolsch (pronunție în neerlandeză [ɣrɔls]), este o fabrică de bere neerlandeză fondată în 1615 de Willem Neerfeldt în Groenlo. În 1895 familia de Groen a cumpărat fabrica de bere. Au fondat propria fabrică de bere în Cuijk, Olanda, la începutul secolului al XIX-lea. Aceasta a deținut un pachet semnificativ până în noiembrie 2007. Principala fabrică de bere se află astăzi în Enschede. 
I s-a acordat titlul Koninklijk (Regal) în 1995. Marca Grolsch a devenit parte din grupul SABMiller în martie 2008.
Ca parte a acordurilor încheiate cu autoritățile de reglementare înainte ca Anheuser-Busch InBev să poată achiziționa SABMiller, compania a vândut Grolsch către Asahi Breweries la sfârșitul anului 2016. Acordul trebuia să se încheie în prima jumătate a anului 2017.